# Autreville-sur-la-Renne
Autreville-sur-la-Renne è un comune francese di 502 abitanti situato nel dipartimento dell'Alta Marna nella regione del Grand Est.
Il 1º gennaio 2012 dal suo territorio è stato scorporato il comune di Lavilleneuve-au-Roi.

## Società

### Evoluzione demografica
Abitanti censiti